# August Müller von Gnadenegg
August Freiherr Müller von Gnadenegg (* 18. Juli 1852 in Augsburg; † 20. März 1926 in Tegernsee) war ein bayerischer Generalmajor.

## Leben

### Herkunft
August war das jüngste von drei Kindern des bayerischen Generals der Infanterie Nepomuk Müller von Gnadenegg (1814–1893) und dessen Ehefrau Rosalie, geborene Krazeisen (1829–1886). Sie war die Tochter des bayerischen Generals der Infanterie Karl Ritter von Krazeisen (1794–1878).

### Militärkarriere
Müller besuchte die Pagerie in München und wurde bei der Mobilmachung anlässlich des Krieges gegen Frankreich am 25. Juli 1870 als Unterleutnant dem 3. Artillerie-Regiment „Königin Mutter“ der Bayerischen Armee überwiesen. Bis Kriegsende nahm er an den Belagerungen von Straßburg, Paris und Belfort teil.
Am 1. März 1873 erfolgte seine Versetzung zum 1. Fußartillerie-Regiment. Müller absolvierte zur weiteren Ausbildung ab Oktober 1877 für drei Jahre die Kriegsakademie in München, die ihm die Qualifikation für die Höhere Adjutantur und in zweiter Linie für den Generalstab aussprach. Zwischenzeitlich zum Oberleutnant aufgestiegen, kehrte er mit Wirkung vom 1. April 1881 zum 3. Feldartillerie-Regiment „Königin Mutter“ zurück.
Mit königlichen Handschreiben vom 27. März 1884 wurden Müller am 1. April 1884 die Funktionen des Pagenhofmeisters an der Pagerie übertragen. Gleichzeitig erfolgte unter Verleihung des Charakters als Hauptmann die Versetzung mit seiner bisherigen Uniform zu den Offizieren à la suite der Armee sowie seine Ernennung zum Kämmerer. Am 10. März 1896 würdigte ihn Prinzregent Luitpold mit dem Ritterkreuz des Verdienstordens der Bayerischen Krone. Müller rückte weiter auf, avancierte bis Ende September 1899 zum Oberst und erhielt 1901 den Verdienstorden vom Heiligen Michael II. Klasse. Unter Entbindung von seinen Funktionen als Pagenhofmeister trat er am 1. März 1902 in den Ruhestand.
Während seiner Dienstzeit verfasst er die Geschichtliche Entwickelung der Königlichen Bayerischen Pagerie von 1514 bis zur Gegenwart.
Nach seiner Verabschiedung erhielt Müller während des Ersten Weltkriegs am 25. Juni 1917 den Charakter als Generalmajor.

### Familie
Müller hatte sich am 25. Januar 1919 in München mit Frida Freiin von Pfeufer (1858–1939) verheiratet. Sie war eine Tochter des verstorbenen bayerischen Innenministers Sigmund von Pfeufer (1824–1894). Die Ehe blieb kinderlos.

## Schriften
- Geschichtliche Entwickelung der Königlichen Bayerischen Pagerie von 1514 bis zur Gegenwart. Lindauer, München 1901.